# Починки Удмуртії
Починок — один з видів населеного пункту сільського типу на території Удмуртії. Всього по усіх районах республіки нараховується 50 починків.

## Воткінський район
| Починок          | Осіб |
| ---------------- | ---- |
| 58 км            | -    |
| Володимировський | -    |
| Гольянський      | -    |
| Курочкіно        | -    |
| Нікольський      | -    |
| Світлянський     | -    |
| Філіппово        | -    |

## Дебьоський район
| Починок      | Осіб (2009) |
| ------------ | ----------- |
| Тольйонський | 4           |

## Ігринський район
| Починок    | Осіб (2009) |
| ---------- | ----------- |
| Максимовка | 3           |

## Зав'яловський район
| Починок                          | Осіб (2003) |
| -------------------------------- | ----------- |
| Вознесенський                    | 14          |
| Майський                         | 21          |
| Михайловський                    | 10          |
| Можвай                           | 25          |
| Молодіжний                       | 75          |
| Новомихайловський                | 19          |
| Орішники                         | 41          |
| Підлісний                        | 11          |
| Садаковський                     | 2           |
| Совєтсько-Нікольське Лісничество | 10          |
| Ударник                          | 2           |
| Успенський                       | 45          |
| Шурдимка                         | 5           |

## Кезький район
| Починок     | Осіб (2007) |
| ----------- | ----------- |
| Зінковський | 24          |
| Ільявир     | 17          |
| Коркаяг     | 15          |
| Лев'ятський | 24          |
| Пажман      | 227         |
| Сімаченки   | 9           |

## Кізнерський район
| Починок | Осіб (2007) |
| ------- | ----------- |
| Комуна  | 8           |
| Носов   | 16          |

## Кіясовський район
| Починок           | Осіб (2007) |
| ----------------- | ----------- |
| Верхня Мала Салья | 189         |
| Нижня Мала Салья  | 250         |

## Малопургинський район
| Починок      | Осіб (2011) |
| ------------ | ----------- |
| Курчумський  | 47          |
| Постольський | 312         |

## Селтинський район
| Починок     | Осіб |
| ----------- | ---- |
| Віняшур-Бія | -    |
| Юберінський | -    |

## Увинський район
| Починок | Осіб (2007) |
| ------- | ----------- |
| Кізвар  | 137         |

## Шарканський район
| Починок        | Осіб (2007) |
| -------------- | ----------- |
| Бегенвиль      | 15          |
| Деде           | 48          |
| Демен          | 39          |
| Малиновка      | 14          |
| Мочище         | 8           |
| Нижнє Суроново | 12          |
| Пасіка         | 7           |
| Петухи         | 10          |
| Собінський     | 11          |
| Сушково        | 39          |

## Юкаменський район
| Починок     | Осіб (2007) |
| ----------- | ----------- |
| Глазовський | 19          |
| Йожевський  | 83          |

## Ярський район
| Починок    | Осіб |
| ---------- | ---- |
| Орловський | -    |